# Polestar 2
Polestar 2 — електричний автомобіль середнього класу від шведського виробника автомобілів Polestar. Він був оприлюднений 27 лютого 2019 року. Виробництво моделі стартувало в Китаї в березні 2020 року. Акумуляторний чотиридверний фастбек Polestar 2 - це другий продукт підрозділу електрифікованих автомобілів Polestar компанії Volvo.

## Опис

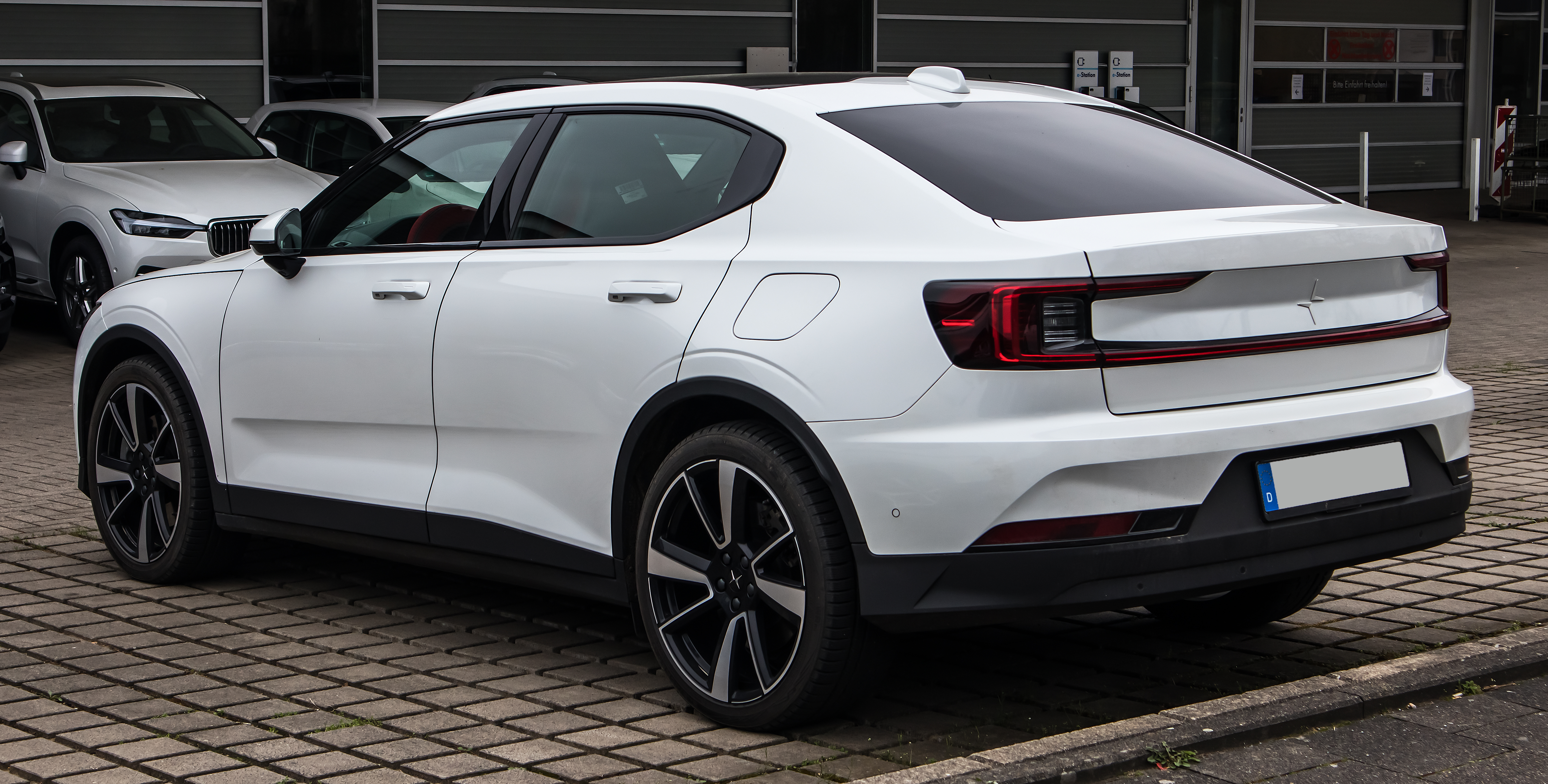
Polestar 2 (2020-2023)

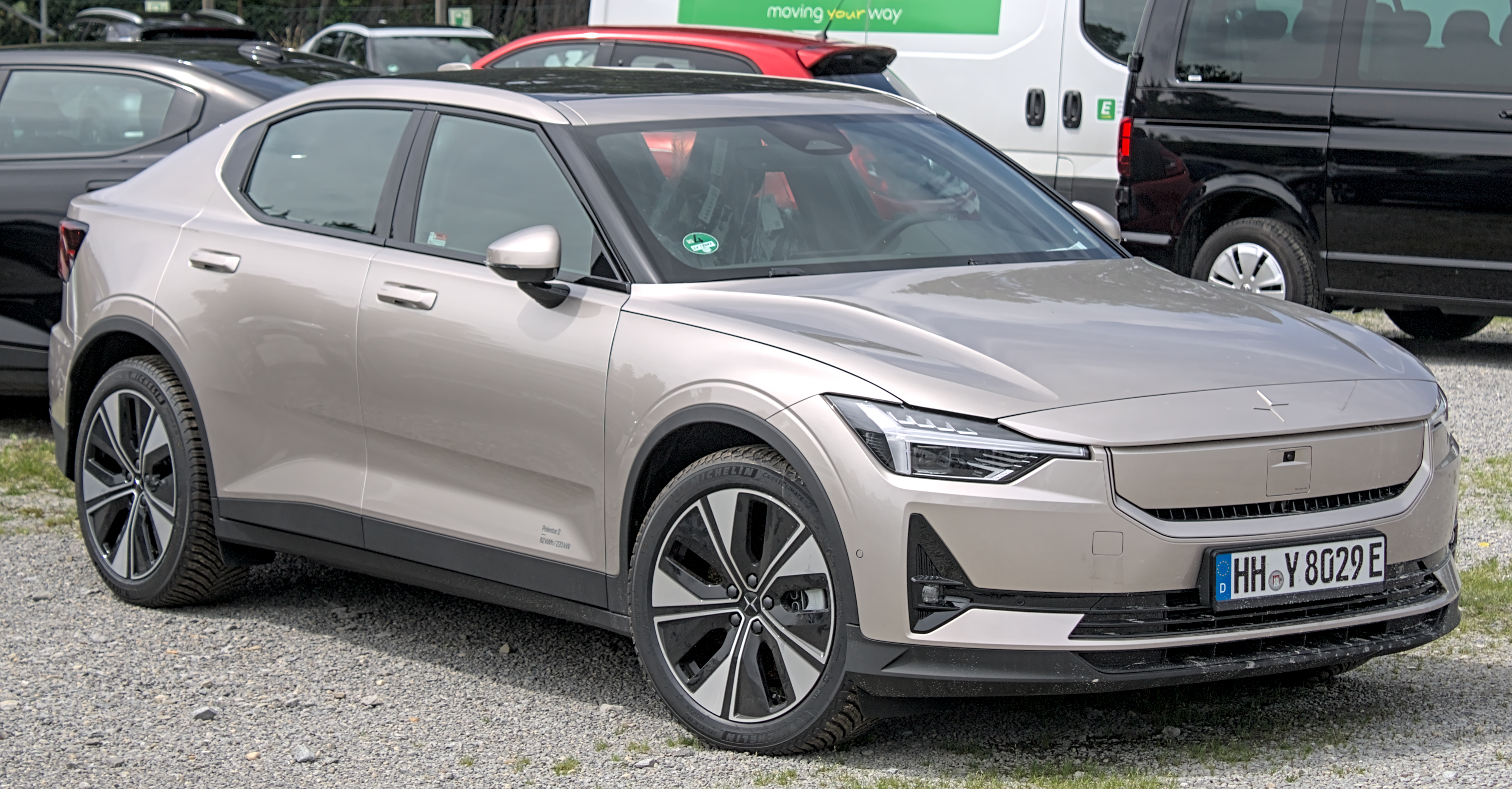
Polestar 2 (з 2023)

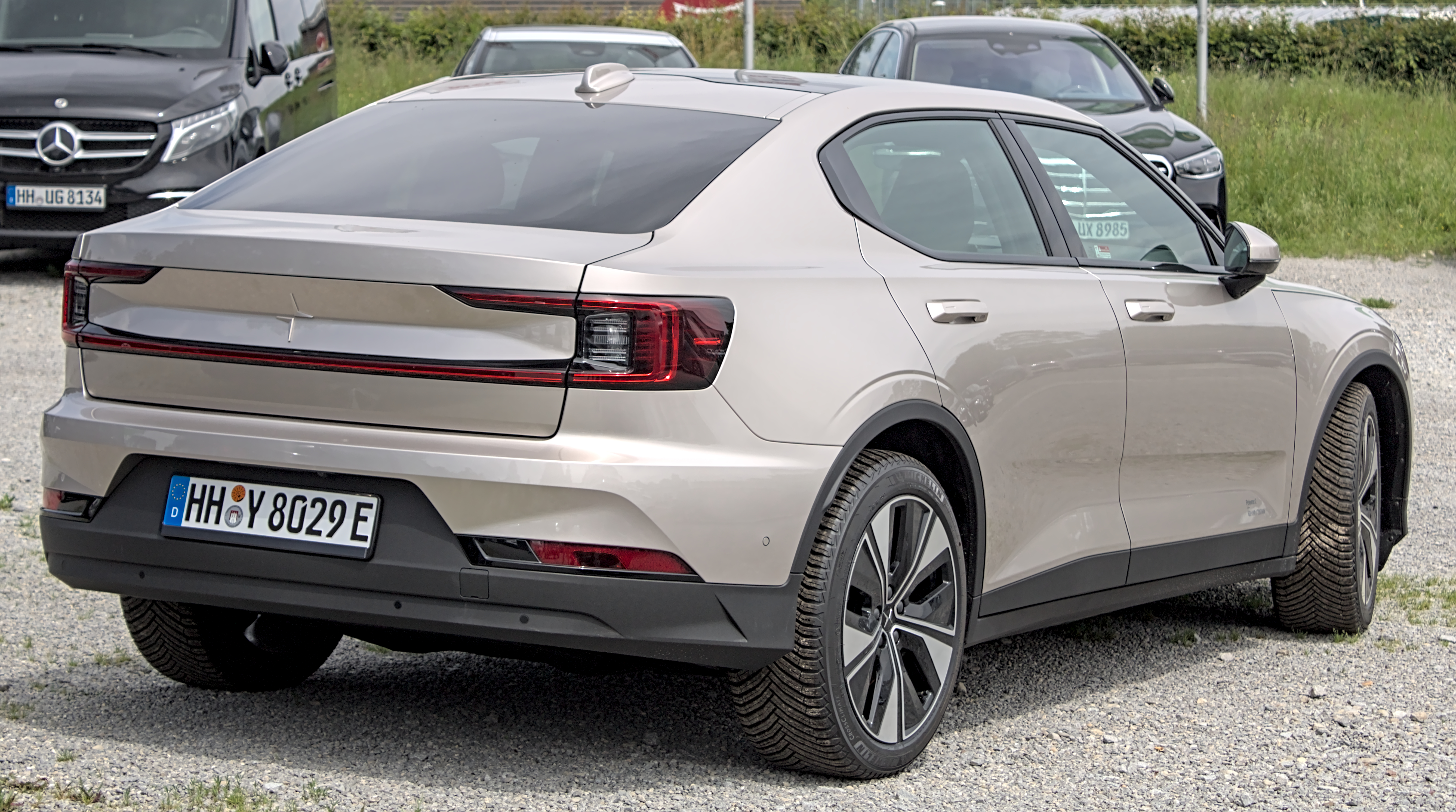
Polestar 2 (з 2023)

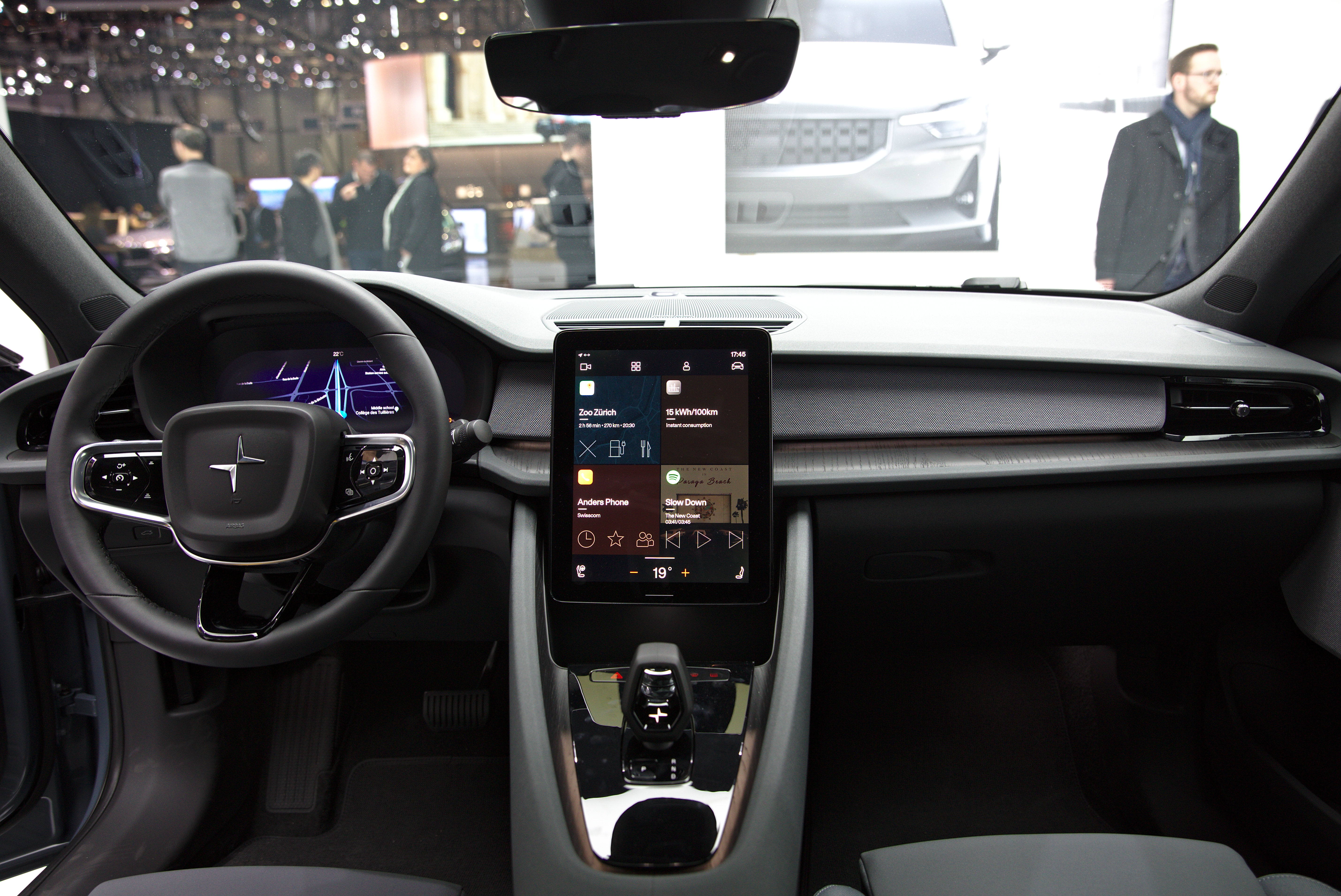

Автомобіль збудовано на модульній платформі CMA, спільній з с кросовером Volvo XC40, зі стійками McPherson та багатоважільними конструкціями на пружинах.
Довжина — 4607 мм, ширина — 1800 мм, висота — 1478 мм, колісна база — 2735 мм. Серед особливостей: світлодіодні фари Pixel LED, безрамкові бічні дзеркала і логотип з підсвічуванням.
Два електричних двигуни EFAD + ERAD сумарно видають 408 к. с., 660 Нм, розганяючи автомобіль від 0 до 100 км/год за 5 секунд. Батареї (78 кВт·год) повинно вистачати на 450—480 км в циклі WLTP.
Відмінною рисою автомобіля є мінімальний інтер'єр, в якому відсутні більшість кнопок і перемикачів, що зустрічаються в більшості автомобілів.
Polestar 2 використовує інформаційно-розважальну систему з 11,2-дюймовим сенсорним екраном з програмним забезпеченням Android Automotive. 

## Модифікації
- Long range Dual motor два електродвигуни 408 к. с. 660 Н·м, батарея 78 кВт·год, пробіг 450—480 км у циклі WLTP.
- Long range Single motor один електродвигун 231 к. с. 330 Н·м, батарея 78 кВт·год, пробіг 515—540 км у циклі WLTP.
- Standard range Single motor один електродвигун 224 к. с. 330 Н·м, батарея 64 кВт·год, пробіг 420—440 км у циклі WLTP.

## Продажі
| Рік  | Європа | США   |
| ---- | ------ | ----- |
| 2020 | 762    | 8.746 |
| 2021 | 20.949 | 4.490 |